# New Jazz Orchestra
Das New Jazz Orchestra war eine britische Jazz-Bigband, die von 1964 bis 1970 aktiv war.

## Bandgeschichte
Gegründet wurde die Bigband 1964 von dem britischen Pianisten und Komponisten Neil Ardley. Ihr gehörten führende Jazzmusiker der Londoner Szene an, wie Harry Beckett, Jack Bruce, Ian Carr,  Dave Gelly, Michael Gibbs, Dick Heckstall-Smith, Jon Hiseman, Henry Lowther, Don Rendell, Frank Ricotti, Paul Rutherford, Barbara Thompson, Trevor Tomkins und Trevor Watts. Sie spielten Kompositionen und Arrangements ihrer Mitglieder Ardley, Gibbs, Rutherford, Michael Garrick und weiterer Mitspieler, aber auch des Komponisten Mike Taylor. Das New Jazz Orchestra spielte auf Veranstaltungen in London, einige Male im Rundfunk, auf Tourneen und Festivals in Großbritannien. Die Band nahm nur zwei Alben auf, 1965 „Western Reunion“ für Decca Records und 1968 „Le Déjeuner sur l'Herbe“ auf Verve Records. Ardley arbeitete auch nach der Auflösung der Bigband weiter mit deren Mitgliedern zusammen.

## Diskographische Hinweise
- Neil Ardley & The New Jazz Orchestra: On the Radio: BBC Sessions 1971 (ed. 2017)
- Neil Ardley & The New Jazz Orchestra: Jazz Calendar: Olympic Studios ’66 (ed. 2020)